# ترکیب دیانین
ترکیب دیانین (به انگلیسی: Dianin's compound) با فرمول شیمیایی C۱۸H۲۰O۲ یک ترکیب شیمیایی با شناسه پاب‌کم ۹۷۷۸۸ است. که جرم مولی آن ۲۶۸٫۳۵ g/mol می‌باشد. 